# Почтовая администрация
Почто́вая администра́ция (англ. postal administration) — собирательное понятие, обозначающее государственные или территориальные органы какого-либо государства, отвечающие за регулирование, организацию и функционирование национальной и международной почтовой связи. Оно широко используется в дипломатических документах и международных конвенциях и договорах, устанавливающих отношения между странами в отношении почтовой связи.

## История и описание
Всемирный почтовый союз (ВПС), созданный в 1874 году Бернским договором и являющийся в настоящее время специализированным органом ООН, — международная организация, которая координирует осуществление почтовой связи между государствами-членами ВПС. Каждое государство-участник ВПС обязуется осуществлять деятельность своей почтовой администрации в соответствии с общими международными правилами почтовой связи. В конвенциях ВПС термин почтовая администрация используется для указания на страну, которая осуществляет международную почтовую связь. Ниже приведена формулировка из договора о ВПС 1906 года:

Почтовые администрации сопредельных стран или стран, которые могут напрямую переписываться друг с другом, не прибегая к услугам третьих администраций, определяют по общему согласию условия пересылки почты, которой они обмениваются через границу или от одной границы до другой.
Оригинальный текст (англ.)The postal administrations of contiguous countries, or countries able to correspond directly with each other without availing themselves of the services of a third administration, determine by common consent, the conditions of the conveyance of mails which they exchange across the frontier or from one frontier to the other. Bridgeman, Raymond L. The First Book of World Law-A compilation of International Conventions to which the principal nations are signatory with a survey of their significance (англ.). — Boston: Gin and Company, 1911.

При налаживании двусторонних почтовых отношений члены ВПС ссылаются на себя и на другие государства как на почтовые администрации. Вот пример формулировки из двустороннего почтового договора между США и Болгарией:

Администрация — сокращённая форма, используемая для ссылки на одну из почтовых администраций, согласившихся с настоящим Меморандумом о взаимопонимании. Каждая почтовая администрация предлагает своим клиентам базовую службу INTELPOST (служба международной электронной почты). Данная служба заключается в электронной передаче сообщений или документов (в физическом или абстрактном виде) и их физическая доставка администрацией назначения либо через операционное окно в операционном офисе службы INTELPOST, либо в соответствии с такими процедурами доставки международных или внутренних отправлений письменной корреспонденции, которые могут быть установлены администрацией назначения.
Оригинальный текст (англ.)
Administration — an abbreviated form used to refer to one of the postal administrations agreeing to this Memorandum of Understanding. Each postal administration offers its customers a basic INTELPOST service. This service consists of the electronic transmission of messages or documents (whether in physical or abstract form) and their physical delivery by the administration of destination either across the counter at a handling office of INTELPOST Service or in accordance with such procedures for the delivery of international or domestic letter post items as may be established by the administration of destination. Memorandum Of Understanding Between The United States Postal Service And The Postal Administration Of The People’s Republic Of Bulgaria Concerning The Operation of The Intelpost Service

При этом, несмотря на то, что ООН сама по себе не является «государством», она фактически имеет собственную почтовую администрацию, которая осуществляет ограниченную (в основном филателистическую) почтовую связь в соответствии с правилами ВПС.
У почтовых администраций есть две основные функции. В любом государстве они могут осуществляться одним государственным органом или могут быть распределены между несколькими государственными, полугосударственными или частными организациями. В документе ВПС «Status and Structures of Postal Administrations» («Статус и структура почтовых администраций») определены оператор почтовой связи (postal operator) и регулирующий орган в области почтовой связи (postal regulator) для всех 191 государства-члена ВПС. Ниже перечислены несколько примеров.
Регулирование отношений в области почтовой связи
Регулирование отношений в области почтовой связи подразумевает формирование политики в области почтовой связи, установление почтовых тарифов, предлагаемые услуги почтовой связи, формирование бюджета и финансирование деятельности в области почтовой связи.
- Ирландия: Министерство связи, морских и природных ресурсов (Department of Communications, Energy and Natural Resources) и Комиссия по регулированию связи (Commission for Communications Regulation).
- США: Комиссия по регулированию почтовой связи (Postal Regulatory Commission).
- Япония: Министерство внутренних дел и связи (Ministry of Internal Affairs and Communications).

Деятельность в области почтовой связи
Деятельность в области почтовой связи подразумевает обеспечение услуг внутренней и международной почтовой связи, включая получение, перевозку и доставку разрешённых классов почтовых отправлений, специализированные почтовые услуги, эксплуатацию объектов почтовой связи, продажу знаков почтовой оплаты, филателистических и почтовых материалов, защиту почты и расследование преступлений в сфере почтовой связи.
- Ирландия: An Post
- США: Почтовая служба США
- Япония: Japan Post (теперь Japan Post Holdings)

## Виды почтовых администраций
Существуют различные виды почтовых ведомств, и почтовые марки выпускались:
- национальными правительствами;
- городскими, территориальными, провинциальными, колониальными органами власти, органами власти штата;
- группами стран, осуществлявшими общие выпуски в рамках общего почтового ведомства;
- оккупационными войсками;
- иностранными почтовыми отделениями (foreign post offices), например, русской почтой за границей;
- революционными режимами;
- международными организациями.